# Diecezja Dapaong
Diecezja Dapaong (łac. Dioecesis Dapaonganus, fr. Diocèse de Dapaong) – rzymskokatolicka diecezja ze stolicą w Dapaong, w Togo.
Diecezja podlega metropolii Lomé.

## Historia
- 6 lipca 1965 powołanie rzymskokatolickiej diecezji Dapaong

## Biskupi diecezjalni
- bp Barthélemy-Pierre-Joseph-Marie-Henri Hanrion OFM (6 lipca 1965 - 18 sierpnia 1984)
- bp Jacques Tukumbé Nyimbusède Anyilunda (3 stycznia 1990 - 15 listopada 2016)
- bp Dominique Guigbile (od 5 lutego 2017)